# Giacomo Smith
Giacomo Smith (* 1987/88 in Rossano Calabro) ist ein US-amerikanisch-italienischer, in London lebender Jazzmusiker (Altsaxophon, Klarinette, Komposition, auch Arrangement) und Leiter der Band Kansas Smitty’s House Band.

## Leben und Wirken
Smith, dessen Mutter Professorin am Skidmore College ist, wuchs in Saratoga Springs im Bundesstaat New York auf. Mit fünf Jahren begann er Klavier zu spielen; mit zehn Jahren lernte er Jazzmusik kennen, als er anfing, Klarinette zu spielen. Mit zwölf Jahren wechselte er zum Saxophon. Er absolvierte 2009 einen Bachelor of Music an der Boston University und 2011 einen Master an der McGill University, beide als klassischer Klarinetteninterpret. Nach Abschluss seiner Studien arbeitete er zunächst in Kanada. Dann zog er nach London, um im Büro für Auslandsstudien der Boston University zu arbeiten. In dieser Zeit entstand seine eigene Band (aus der später Kansas Smitty’s hervorgehen sollte) aus einer Gruppe von Musikern aus der Londoner Jazzszene, die sich der Swingmusik verschrieben hatten („Wir alle lieben das musikalische Erbe von Kansas City, New Orleans, New York und Paris“). Smiths erste Aufnahmen entstanden mit Bands wie Leonie Evans and The Baker Boys und mit Alex Baranowski (A Streecar Named Desire, 2014). Seine eigene Band trat erfolgreich im Dead Dolls Club in Bethnal Green auf und gelangte dann in eine Jazzbar in East London am Broadway Market in Hackney, in der sie schließlich zur Hausband wurde, der inzwischen bandeigenen Kansas Smitty’s Bar.
Das gleichnamige Debütalbum von Kansas Smitty’s wurde im November 2014 aufgenommen, eine Mischung der Genres von Kansas City Jazz, New Orleans Funk, Traditional Jazz, Swing, Blues und Einflüssen des Avantgarde Jazz. Darauf war auch der Titel „Black Paddy“, der von Smith und Theon Cross geschrieben wurde. Smith trat außerdem mit eigenem Quartett, den Big Four,  2019 im Ronnie Scott’s Jazz Club auf. Mit einem Programm der Musik von John Kirby gastierte er auf dem London Jazz Festival. Im Bereich des Jazz war er laut Tom Lord zwischen 2015 und 2019 an sechs Aufnahmesessions beteiligt, mit Peter Horsfall (Nighthawks) und Joe Stilgoe (Joe Stilgoe's Christmas Album, 2018).
Das dritte Album von Kansas Smitty’s, das 2020 erschienene Things Happened Here, wurde von der Kritik gefeiert.
2018 wurde er mit der Kansas Smitty’s House Band bei den British Jazz Awards in der Kategorie Small Band ausgezeichnet; seine House Band wurde bei den Parliamentary Jazz Awards 2022 beste Band.

## Diskographische Hinweise
- Kansas Smitty's House Band: Live (2016)
- Kansas Smitty's House Band: Broadway 2018
- Kansas Smitty’s House Band: Things Happened Here (Ever Records/!K7 2020)
- Kansas Smitty’s: Plunderphonia (!K7 2021)
- Kansas Smitty’s: We Are Not in Kansas Anymore (Ever Records 2022)
- Manouche (Stunt Records 2025, mit Mozes Rosenberg, Rémi Oswald, William Brunard)[7]